# John Elkann

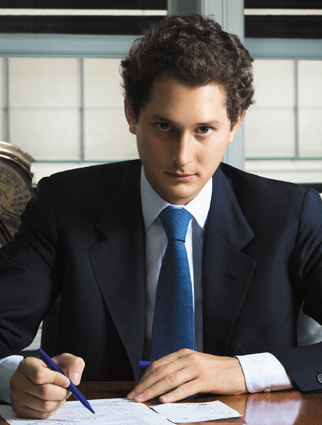
John Elkann

John Jacob Philip Elkann (* 1. dubna 1976, New York) je italsko-americký podnikatel a manažer, prezident společnosti FIAT a Exor, strojírenského, mediálního a sportovního obra kontrolovaného rodinou Agnelliů.

## Biografie
John Elkan se narodil v New Yorku v roce 1976 dceři italského velkoprůmyslníka a dlouholetého prezidenta FIATu Gianniho Agnelliho Margheritě a jejímu prvnímu manželovi Alainu Elkannovi, italsko-francouzskému spisovateli a novináři. Rodiče se rozvedli v roce 1981. Má bratra Lapa a sestru Ginevru a dalších pět sourozenců s druhým manželem matky. Základní školu vychodil v New Yorku, roku 1994 maturoval na přírodvědném lyceu Victora Duruye v Paříži. Pak se přestěhoval do Itálie a v roce 2000 absolvoval na Polytechnice v Turíně. Díky své mezinárodní výchově hovoří plynně čtyřmi jazyky.

## Kariéra
V roce 1997 zemřel ve 33 letech Giovanni Agnelli, synovec Gianniho, který měl převzít vedení společnosti. Jako nový nástupce byl vybrán právě Elkann, a to ve věku 22 let když ještě studoval v Turíně. Během svých studií se nechal inkognito zaměstnat ve dvou výrobách koncernu, v britském Birminghamu a polských Tychách. Absolvoval také program Corporate Audit Staff u General Electric.
Skon jeho děda Gianniho v roce 2003 a prastrýce Umberta v roce 2004 vynesl Elkanna do vedení společnosti, stal se viceprezidentem společnosti, zatímco prezidentem byl zvolen Luca di Montezemolo. Elkann je také předsedou představenstva vydavatelství La Stampa a Itedi, je v představenstvu RCS Mediagroup, Le Monde, The Economist Group a Banca Leonardo. Je velmi vlivným členem hospodářské komory Confindustria a italsko-čínské obchodní komory.
V dubnu 2010 nahradil ve funkcích Lucu di Montezemolo a stal se prezidentem společnosti FIAT.
V roce 2013 byl časopisem Fortune zařazen mezi nejvlivnější světové manažery do 40 let.
Forbes odhaduje jeho čisté jmění v roce 2021 na 2 miliardy USD.